# Guioa pauciflora
Guioa pauciflora är en kinesträdsväxtart som beskrevs av Ludwig Radlkofer. Guioa pauciflora ingår i släktet Guioa och familjen kinesträdsväxter. Inga underarter finns listade i Catalogue of Life.